# KAC Masterkey
Knight’s Armament Masterkey (Master key — рус. отмычка, универсальный ключ) — подствольное ружьё-дробовик, разработанное Knight's Armament Company в 1980-х годах.

## История
Ружьё Masterkey было разработано как подствольный модуль для автоматов специально для взламывания дверей. Обычно для таких целей солдаты должны носить с собой отдельное ружьё вместе с автоматом, но Masterkey должен был решить эту проблему. Однако, Masterkey получился не очень эффективен из-за медленной перезарядки, малой ёмкости подствольного трубчатого магазина и общей неудобности в использовании.
Концепция Masterkey была доработана в подствольное ружьё M26 MASS, которое в наше время принято на вооружение армией США.

## Описание
Masterkey представляет собой укороченное ружьё Remington 870 без приклада и пистолетной рукоятки с укороченным стволом и магазином на три патрона. При стрельбе стрелок должен браться за магазин как за рукоять. Также это ружьё может крепиться к «URX Standalone»: цевью RIS с прикладом и пистолетной рукоятью, что делает из Masterkey отдельное ружьё.